# Armadilloniscus mirabilis
Armadilloniscus mirabilis är en kräftdjursart som beskrevs av Franco Ferrara 1974. Armadilloniscus mirabilis ingår i släktet Armadilloniscus och familjen Detonidae. Inga underarter finns listade i Catalogue of Life.